# Heszky László
Heszky László Emil (Győr, 1945. január 16. –) magyar növénygenetikus, -biotechnológus, egyetemi tanár, a Magyar Tudományos Akadémia rendes tagja. A magasabb rendű növények szexuális és aszexuális reprodukciója biotechnológiájának, valamint a molekuláris- és transzgénikus növénynemesítésnek nemzetközileg ismert tudósa. 1985 és 2010 között a Szent István Egyetem Genetika és Növénynemesítés Tanszékének vezetője, illetve a Genetika és Biotechnológiai Intézetének igazgatója. 1993-tól az egyetem Növénytudományi Doktori Iskolája alapító vezetője.

## Életpályája
1963-ban érettségizett, majd felvették a Gödöllői Agrártudományi Egyetem (GATE, 2000-től Szent István Egyetem) Mezőgazdaság-tudományi Karára. Itt szerzett agrármérnöki diplomát 1967-ben. Ennek megszerzése után az Országos Agrobotanikai Intézetben kapott tudományos gyakornoki állást. Itt Jánossy Andor mellett dolgozott ösztöndíjasként. Az intézetben kezdte a kultúrnövényekkel kapcsolatos biotechnológiai kutatásait. Később tudományos munkatársi beosztásban dolgozott. 1976-ban az Élettani Osztály vezetőjévé nevezték ki. 1977–1979-ben az Eötvös Loránd Tudományegyetem növényélettani tanszékén volt levelező aspiráns Maróti Mihálynál. Egyetemi doktori fokozatot szerzett 1971-ben a GATE-n (mezőgazdaság-tudomány), és 1979-ben az ELTE-n (természettudomány). 1980-ban átkerült a Mezőgazdasági és Élelmiszeripari Minisztérium  szakoktatási és kutatási főosztályára, ahol a kutatási osztály helyettes vezetőjeként  dolgozott 1985-ig.
1984-ben a GATE címzetes egyetemi tanári címet adományozott számára, majd egy évvel később sikerrel pályázta meg az egyetem genetika és növénynemesítési tanszékének vezetését egyetemi docensi beosztásban. 1989-ben vette át egyetemi tanári kinevezését. 1993-ban az egyetem doktori programjának vezetését is átvette. 2000-től vezetője volt a Klasszikus növénynemesítési problémák új típusú megközelítése molekuláris biológiai és géntechnológiai módszerekkel című Országos Tudományos Kutatási Alapprogram (OTKA) Tudományos Iskolának, valamint 2003 és 2006 között az MTA Molekuláris Növénynemesítés Kutatócsoportnak. 2007-ben az egyetem Genetikai és Biotechnológiai Intézet élére került. A tanszéket és az intézetet 2010-ig vezette. 2008-ban a Szegedi Tudományegyetem Mezőgazdasági Karán kapott magántanári megbízást. 1997 és 2000 között Széchenyi professzori ösztöndíjjal kutatott. 2015-ben emeritálták.
1979-ben védte meg a biológiai tudományok kandidátusi, 1990-ben akadémiai doktori értekezését. Az MTA Növénynemesítési, valamint a Mezőgazdasági Biotechnológiai Bizottságának lett tagja, előbbinek 1987 és 1996 között titkára, majd elnöke, 1995–1996-ban a Doktori Tanács tagja volt. 1998-ban megválasztották a Magyar Tudományos Akadémia levelező, 2004-ben pedig rendes tagjává. 1999-ben a Géntechnológiai Bizottság tagja lett. Akadémiai tisztségei mellett 1991 és 2000 között a Magyar Agrártudományi Egyesület, 1992 és 2001 között a Műszaki és Természettudományi Egyesületek Szövetsége (MTESZ) alelnöke volt. Tagja a Földművelésügyi és Vidékfejlesztési Minisztérium (FVM) Géntechnológia Bizottságának, a Fajtaminősítő Bizottságának és Génbank Tanácsának. Tagja az Európai Növénynemesítők Nemzetközi Szervezetének (EUCARPIA), nemzeti levelezője az International Association of Plant Biotechnology-nak, alelnöke az American Biographical Institute-nak. Az MTA Magyarország kultúrflórája szerkesztőbizottságának elnöke, valamint az Acta Biologica Hungarica, a Hungarian Agricultural Research és a Növénytermelés című tudományos szakfolyóiratok szerkesztőbizottságának tagja. Az AGROFORUM című szakmai folyóirat biotechnológia rovatának vezetője.

## Munkássága
Munkássága mind oktatási, mind szaktudományos tekintetben jelentős. Oktatóként úttörő szerepet töltött be a növényi biotechnológia és a géntechnológia oktatásának magyarországi bevezetésében, illetve a növénynemesítő utánpótlás nevelésében. Elsők között vezette be 1986-ban a növény-biotechnológia önálló diszciplínaként történő oktatását. Nevéhez fűződik 1995-ben a növénynemesítés és biotechnológia szak elindítása és szervezése. 1992-ben elsőként akkreditálta a növénygenetika, növénynemesítés és biotechnológia témában doktori (PhD) programját, számos hallgató az ő irányításával szerezte meg tudományos fokozatát. Számos új tárgy, illetve egyetemi kurzus bevezetése fűződik nevéhez (többek között a növényi sejtgenetika és szövettenyésztés, a molekuláris növénynemesítés, a transzgénikus növények, illetve a kultúrnövények genetikája). Az ezekhez készült tananyagot Dudits Dénessel közösen írt tankönyvei, illetve társszerzőkkel írt egyetemi jegyzetei biztosítják.
Kutatóként a növénygenetika, és növény-biotechnológia, valamint ezek növénynemesítési vonatkozásaival foglalkozik.
Jelentős eredményeket ért el a sejtgenetika, illetve az in vitro növénynemesítés témakörében, ahol az országban először hozott létre szövettenyésztési laboratóriumot és állított elő nemzetközileg is új faj- és nemzetséghibrid növényeket embrió kultúrában, majd nevelt fel növényeket pollenből androgenezissel in vitro. Az androgenezis, a szomatikus embriógenezis és organogenezis indukciójával és folyamatával kapcsolatos morfogenetikai eredményei egyetemi tankönyvbe is bekerültek az USA-ban. Haploid szomaklón nemesítési módszert dolgozott ki, melynek felhasználásával Kiss Ibolya nemesítővel állította elő az első biotechnológiai eredetű államilag elismert növényfajtát (DÁMA). Eredményei alapján vált lehetségessé in vitro burgonyagénbank létrehozása Magyarországon, illetve modell-rendszert dolgozott ki munkatársaival a tenyésztett rizs egyes sejtjeinek regeneráló képessége visszaállítására és egy új in vitro technikát az ananász mikroszaporítására.
Több mint hatszázötven tudományos publikáció szerzője vagy társszerzője. Számos konferencia előadója és cikkszerzője. Emellett négy szabadalmat jegyeztetett be, illetve három új államilag minősített növényfajta nemesítésében vett részt. Munkáit magyar és angol nyelven adja közre.

## Díjai, elismerései
- Fehér Dániel-emlékérem (2002)
- Teichmann-díj (2003)
- Gottlieb Haberlandt-emlékérem (2005)
- Fleischmann-díj (2007)
- Baross László-emlékérem (2009)
- Westsik Vilmos-díj (2012)
- Szent-Györgyi Albert-díj (2014)

## Főbb publikációi
Főbb angol nyelvű publikációk (társszerzőként)
- Another Culture Investigations in cereal Gene Bank Collection (Journal of Plant Breeding, 1976)
- Potato (sorozatrész, társszerző, 1987)
- Increase of Green Plant Regeneration Effifiency by Callus Selection in Puccinellia limosa (Schur.)Holmbg. (Plant Cell Reports, 1989)
- Restoration of Regeneration Potential of Long-term Cell Culture in Rice (Oryza sativa L.) by Salt Pretreatment (Journal of Plant Physiology, 1990)
- In Vitro Production of Rice in Hungary (Springer sorozatrész, társszerző, 1991)
- Somaclonal Variation (Springer, társszerző, 1995)
- Cyropreservation (Springer, társszerző, 1996)
- DNA Methylation and Gene Expression Differences During Alternative in vitro Morphogenetic Processes in Eggplant (Solanum melongena L.) (In vitro Cellular and Developmental Biology- Plant, 2001)
- Novel Male Specific Molecular Markers (MADC5, MADC6) for Sex Identification in Hemp (Euphytica, 2002)
- Molecular Identification of Commercial Apple Cultivars With Microsatellite Markers (HortScience, 2005)
- Ability of Transgenic Poplars with Elevated Glutathione Content To Tolerate Zinc(2+) Stress (Environmental International, 2005)
- Seed Remains of Common Millet from the 4th (Mongolia) and 15th (Hungary) Centuries: AFLP, SSR and mtDNA Sequence Recoveries (Seed Science Research, 2006)
- Marker Assisted Selection (MAS) for Powdery Mildew Resistance in a Grapevine Hybrid Family (Vitis, 2007)

Főbb magyar nyelvű publikációk
- A réti komócsin (Máthé Imrével, Akadémiai Kiadó, 1972)
- Festuca fajok (Jeanplong Józseffel, Akadémiai Kiadó, 1980)
- Növénybiotechnológia (Dudits Dénessel, Mezőgazdasági Kiadó, 1990)
- A kultúrflóra biodiverzitása Magyarországon (Bódis Lászlóval és Kiss Erzsébettel, Növénytermelés, 1999)
- A kultúrnövény-tudományok helyzete és feladatai Magyarországon (Növénytermelés, 2000)
- Morfogenezis haploid és szomatikus sejtekből in vitro. Székfoglaló előadások a Magyar Tudományos Akadémián. (2000)
- Növényi biotechnológia és géntechnológia (Dudits Dénessel, Agroinform Kiadóház, 2003)
- Genetika alapjai (Galli Zsolttal, Szent István Kiadó, 2007)
- Mezőgazdasági biotechnológia (szerk. Hornok Lászlóval és Fésűs Lászlóval, Agroinform Kiadóház, 2005)
- A növénytermesztés és növénynemesítés kihívásai a XXI. század elején (Agrofórum, 2009)
- Biotechnológia és növénytermesztés a XXI. században (Agrofórum, 2010)
- A tiltott fa gyümölcsétől a transzgénikus almáig (Akadémiai székfoglaló, 2014)